# Бенекс
Бенекс (фр. Bénaix) насеље је и општина у јужној Француској у региону Миди Пирене, у департману Арјеж која припада префектури Фоа.
По подацима из 2011. године у општини је живело 157 становника, а густина насељености је износила 10,69 становника/km². Општина се простире на површини од 14,68 km². Налази се на средњој надморској висини од 639 метара (максималној 980 m, а минималној 517 m).

## Демографија
| 1962. | 1968. | 1975. | 1982. | 1990. | 1999. | 2011. |
| ----- | ----- | ----- | ----- | ----- | ----- | ----- |
| 130   | 130   | 153   | 150   | 178   | 164   | 157   |

График промене броја становника у току последњих година